# Kayser-Threde
Kayser-Threde GmbH est une société de services en ingénierie spécialisée dans le développement et la mise en œuvre de solutions pour la recherche et l'industríe aérospatiale. Elle propose des systèmes pour les missions spatiales (habitées ou non), des systèmes optiques, des solutions télématiques pour les transports, des systèmes d'acquisition de données pour les crashtests, ainsi que des techniques de contrôle d'alimentation pour les caténaires. Ces deux derniers proviennent d'un transfert de technologies spatiales.

## Spatial
Kayser-Threde a développé plus d'une centaine d'instruments scientifiques et de systèmes pour des stations spatiales, des satellites ou des missions interplanétaires. L'entreprise a ainsi développé des systèmes optiques pour huit télescopes spatiaux.

## Applications industrielles
- Secteur automobile: Grâce à son système embarqué d'acquisitions de données MINIDAU, Kayser-Threde compte parmi les entreprises les plus avancées au monde dans le domaine des crash-tests. Le système MINIDAU est employé dans le monde entier, et sur près de 70 % des installations de crash-test. Kayser-Threde propose également des installations de crash-tests complètes sur mesure.

- Contrôle de process: L'entreprise met à disposition de la Deutsche-Bahn des équipements pour son réseau électrique.

## Informations complémentaires
Kayser-Threde compte près de 130 clients dans 22 pays différents, des milieux industriels aux institutions scientifiques, en passant par les agences spatiales et les gouvernements. Les prestations fournies sont des études, des analyses et des conceptions de systèmes sur-mesure.L'entreprise propose également la réalisation de tests, qui contrôlent aussi bien la production que la mise en service, ou encore le support.
En 1994, Kayser-Threde devint l'une des premières entreprises européennes de l'industrie spatiale à obtenir la certification ISO-9001.
En 2006, l'entreprise a enregistré 40,8 millions d'euros de commande.
En juin 2007, la société Kayser-Threde a été acquise pour 5,95 millions d'euros par OHB Technology. Kayser-Threde continue ainsi son activité en tant que filiale d'OHB.
Kayser-Threde se distingue tout particulièrement par l'emploi, dans certaines techniques de mesure, d'un peigne de fréquences optiques mis au point par Theodor W. Hänsch.

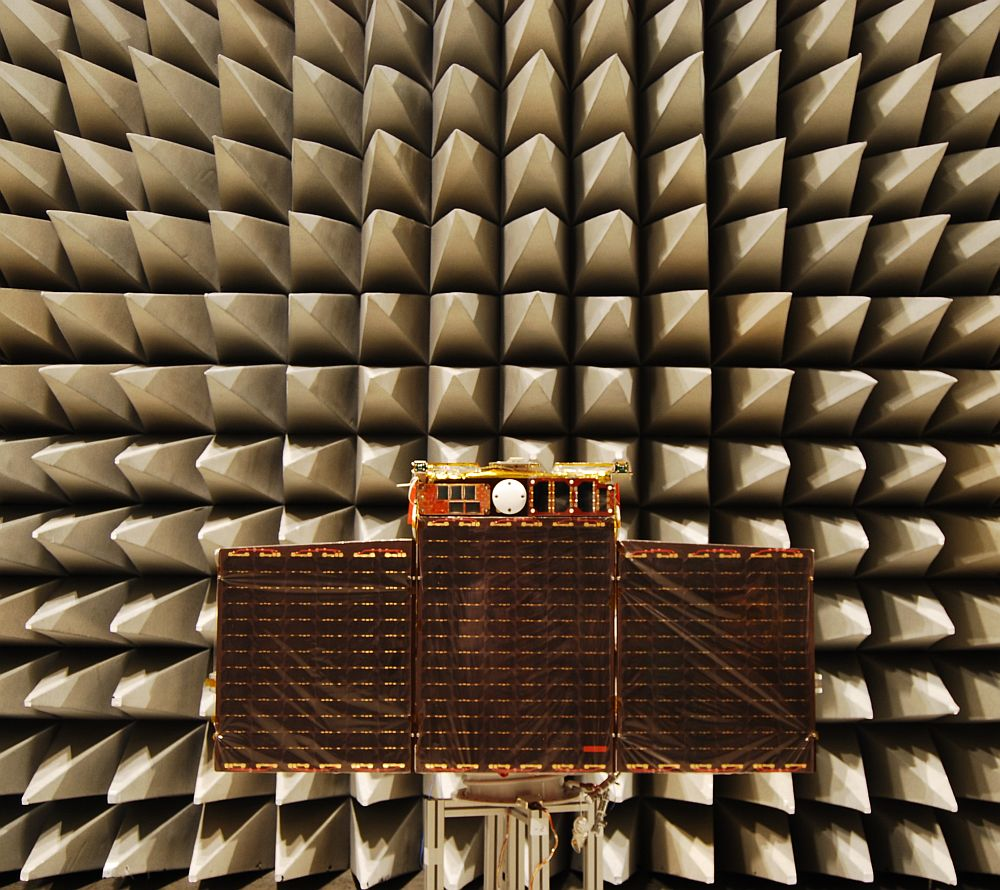
TET-1

Le 6 juin 2010 lancement des satellites avec DRL de TET-1 (Technologieerprobungsträger, Technology Experiment Carrier) & TET-2 prévu en avril 2011 à Baïkonour par les lanceurs Soyuz-FG/Fregat.